# Кейт Раян
Кейт Ра́ян (англ. Kate Ryan, при народженні Кетріен Вербеек, англ. Katrien Verbeeck; нар. 22 липня 1980, Тессендерло, Бельгія) — бельгійська попспівачка-пісенниця. Розпочала пісенну кар'єру 2001 року і 2006 року репрезентувала Бельгію на Євробаченні з піснею «Je t'adore», посівши 12-те місце у півфіналі.

## Біографія

### Ранні роки
Народилася в маленькому селі Тессендерло, Бельгія. Зростала в музичній сім'ї, з дитинства мала хист до музики. У 8 років навчилася грати на піаніно та гітарі і з легкістю могла зіграти все, що чула по радіо. Уроки співу і піаніно їй давав її дядько, який був учителем у консерваторії. Мала й інші захоплення — вчилася в мистецькій школі, спеціалізуючись на ювелірній справі.
Підліткою Вербеек часто співала в барах та кафе. Однієї ночі менеджер запримітив її і захотів записати її пісню на студії. Так у 16 років вона увійшла до попгурту Мелт. Гурт проіснував 2 роки, однак вони за цей час нічого не випустили. Зустрівши продюсера Енді Джансенса, Вербеек залишила Мелт і почала в парі з ним писати музику. Їх дебют — сингл «Scream For More» вийшов у 2001 році і несподівано став успішним.

### Сольна кар'єра
Із переспівом пісні Мілен Фармер «Désenchantée» Кетрін Вербеек зайняла перші місця в різноманітних Європейських чартах. Вона підписала контракт із EMI Belgium і випустила свій перший альбом Different в 2002 ексклюзивно для Європи. Альбом став золотим, в Європі було продано більше 250,000 копій.
2004 року Раян випустила другий альбом в Європі і Північній Америці в 2005 році на Water Music Records, під назвою Stronger, з двома найпопулярнішими піснями — «Another Day» and «The Rain» («Дощ»). Хоча альбом мав успіх в танцювальних чартах, він провалився в попчартах, оскільки мав погану розкрутку.
2006 року брала участь в Євробаченні за Бельгію. 18 травня 2006 року в Афінах Раян презентувала Бельгію із піснею «Je t'adore».
Наступним був сингл «Alive», з такої ж назви альбому, а також включав французькі версії кількох треків, включаючи «Je T'Adore», «Alive» та третій сингл — «All For You».
2007 року вона мала шалений успіх із подвійним синглом «Voyage Voyage»/«We All Belong». Трек «Voyage, Voyage» — це кавер-версія 1987 Європейського хіта від Desireless, і «We All Belong» вийшов як гімн Євроігор 2007 в Антверпені.
2008 року вона випустила два сингли: L.I.L.Y. (Like I Love You) та Ella, Elle L'a. Обидва треки (а також Voyage Voyage) були включені до її альбому Free, що вийшов 30 травня 2008 року. Цей альбом також містив сингл з іспанською співачкою Soraya Arnelas.
11 липня 2008 року вийшов альбом-збірка найкращих пісень Essential.
8 серпня 2008 Кейт Раян брала участь в Польському фестивалі Сопот.